# Pritzwalkischer Kreis
Der  Pritzwalkische Kreis, häufig auch Kreis Pritzwalk genannt, war ein markbrandenburgischer Kreis in der Prignitz, der sich im Verlauf des 16. Jahrhunderts herausbildete und bis 1816 Bestand hatte. Er wurde in der damaligen Verwaltungsreform zusammen mit dem Wittstockischen und Kyritzischen Kreis sowie Teilen des Havelbergischen Kreises zum Kreis Ostprignitz vereinigt.

## Geographie
Der Pritzwalkische Kreis grenzte im Norden an das Herzogtum Mecklenburg-Schwerin im Osten an den Wittstockischen Kreis (Kreis Wittstock) und den Kyritzischen Kreis (Kreis Kyritz), im Süden an den Havelbergischen und Plattenburgischen Kreis und im Westen an den Perlebergischen Kreis.

## Geschichte
Im Laufe des 16. Jahrhunderts bildeten sich in der Mark Brandenburg im Wesentlichen nach den Landschaften organisierten Kreise, im 17. Jahrhundert meist Beritte genannt, heraus, denen ein Landreiter vorstand. Sie entwickelten mit der Zeit eigene Verwaltungsorgane und hatten auch ihre eigenen Finanzen. Der Pritzwalkische Kreis bestand aus den ehemaligen Klöstern Heiligengrabe und Marienfließ. Die Adelsgeschlechter mit dem größten Grundbesitz im Kreis waren Gans zu Putlitz, Rohr und Quitzow.
Die Prignitz gehörte innerhalb der Mark Brandenburg zur Kurmark und bildete (um 1800) eine eigene Provinz (neben Altmark, Mittelmark und Uckermark). In der Prignitz bildeten sich sieben Kreise heraus, die jedoch keine eigene Verwaltung hatten. In dieser Hinsicht wurde die Prignitz insgesamt als Kreis aufgefasst, mit Kreisdirektorium, ritterschaftlichem Corpus (die politische Vertretung) und mit eigener Kreiskasse. Jedoch wurden die untergeordneten Kreise weiterhin aufrechterhalten.

### Zugehörige Orte
Die folgende Ortsliste des Pritzwalkischen Kreises ist Bratring (1804) entnommen.
- Pritzwalk
- Alt Krüssow (heute ein Ortsteil von Pritzwalk)
- Beckenthin (Bäckenthin) (heute ein Gemeindeteil von Gumtow)
- Beveringen (heute ein Ortsteil von Pritzwalk)
- Blesendorf (Bläsendorf)
- Boddin (heute ein Gemeindeteil von Groß Pankow (Prignitz))
- Bölzke (Böltzke) (heute ein Wohnplatz von Pritzwalk)
- Breitenfeld (heute ein Gemeindeteil von Gumtow)
- Brügge (heute ein Gemeindeteil von Halenbeck-Rohlsdorf)
- Brünkendorf (heute ein Gemeindeteil von Groß Pankow (Prignitz))
- Buchholz (heute ein Ortsteil von Pritzwalk)
- Buckow (heute ein Ortsteil der Gemeinde Kümmernitztal)
- Buddenhagen (Budenhagen) (heute ein Ortsteil von Meyenburg)
- Bullendorf (heute ein Gemeindeteil von Groß Pankow (Prignitz))
- Damelack (heute ein Gemeindeteil von Breddin)
- Dannenwalde (heute ein Ortsteil der Gemeinde Gumtow)
- Eggersdorf (heute ein Gemeindeteil der Stadt Pritzwalk)
- Ellershagen (heute ein Gemeindeteil der Gemeinde Halenbeck-Rohlsdorf)
- Falkenhagen (heute ein Ortsteil von Pritzwalk)
- Frehne (heute ein Ortsteil von Marienfließ)
- Freyenstein (Freienstein, Flecken) (heute ein Ortsteil von Wittstock/Dosse)
- Garz (Gartz) (heute ein Ortsteil der Gemeinde Plattenburg)
- Gerdshagen (Gerhardshagen) (Gemeinde)
- Giesenhagen (heute ein Gemeindeteil von Gerdshagen)
- Giesensdorf (heute ein Ortsteil von Pritzwalk)
- Grabow (heute ein Ortsteil der Gemeinde Kümmernitztal)
- Grävendieks Mühle (existiert nicht mehr, auf Gemarkung Breitenfeld, lag ca. 2 km nordöstlich des Ortskerns am Butterbach)
- Groß Langerwisch (heute ein Gemeindeteil von Groß Pankow (Prignitz))
- Groß Pankow (Prignitz) (Panckow) (heute Gemeinde, und ein Ortsteil von Groß Pankow (Prignitz))
- Groß Welle (oder Welle) (heute ein Ortsteil der Gemeinde Gumtow)
- Groß Woltersdorf (heute ein Ortsteil von Groß Pankow (Prignitz))
- Halenbeck (heute ein Gemeindeteil von Halenbeck-Rohlsdorf)
- Haynholzsche Mühle (Wassermühle) (in Pritzwalk aufgegangen bzw. existiert nicht mehr, lag an der Straße „Zur Hainholzmühle“ kurz vor dem Abzweig „Hainholz-Beveringen“)
- Heidelberger Mühle (Heidelbergs Mühle, Wassermühle) (Wohnplatz von Groß Pankow (Prignitz))
- Heiligengrabe (Gemeinde)
- Helle (heute ein Ortsteil von Groß Pankow (Prignitz))
- Höckendorf, Etablissement, Vorwerk des Stiftes Heiligengrabe (bisher nicht lokalisiert)
- Hoheheide (heute Wohnplatz der Gemeinde Heiligengrabe)
- Hoppenrade (heute ein Ortsteil der Gemeinde Plattenburg)
- Jakobsdorf (heute ein Gemeindeteil der Stadt Putlitz)
- Auf der Kammermark (heute Wohnplatz Kammermark der Stadt Pritzwalk)
- Kehrberg (heute ein Ortsteil von Groß Pankow (Prignitz))
- Kemnitz (heute ein Ortsteil von Pritzwalk)
- Klein Langerwisch (heute ein Wohnplatz der Gem. Groß Pankow (Prignitz))
- Klein Woltersdorf (heute ein Gemeindeteil von Groß Pankow (Prignitz))
- Kloster Marienfließ (Marienfließ) (heute Ortsteil Stepenitz der Gemeinde Marienfließ)
- Kolrep (Kollrep) (heute ein Ortsteil der Gemeinde Gumtow)
- Könkendorf (heute ein Wohnplatz der Stadt Pritzwalk)
- Krams (Kramtzow) (heute ein Gemeindeteil von Gumtow)
- Krempendorf (heute ein Ortsteil von Marienfließ)
- Kuhbier (heute ein Ortsteil von Groß Pankow (Prignitz))
- Kunow (heute ein Ortsteil der Gemeinde Gumtow)* Kusdorf, Kuhsdorf
- Laaske (Laascke, Läscke) (heute ein Ortsteil von Putlitz)
- Langnow (Langenow, Lanckenow) (heute ein Gemeindeteil von Groß Pankow (Prignitz))
- Lindenberg (heute ein Ortsteil von Groß Pankow (Prignitz))
- Luggendorf (heute ein Wohnplatz der Gem. Groß Pankow (Prignitz))
- Mertensdorf (heute ein Ortsteil von Triglitz)
- Mesendorf (heute ein Ortsteil von Pritzwalk)
- Meyenburg
- Mittelmühle (Wassermühle) (heute Wohnplatz der Stadt Pritzwalk)
- Neuhausen (heute ein Wohnplatz der Stadt Pritzwalk)
- Neu Cölln (Cöln oder Neu-Cöln) (heute ein Gemeindeteil von Wittstock/Dosse)
- Neu Krüssow (heute ein Wohnplatz der Stadt Pritzwalk)
- Niemerlang (heute ein Ortsteil der Stadt Wittstock/Dosse)
- Penzlin (Pentzlin) (heute ein Gemeindeteil von Meyenburg)
- Preddöhl (Pröddöhl) (heute ein Ortsteil der Gemeinde Kümmernitztal)
- Rapshagen (heute ein Gemeindeteil von Gerdshagen)
- Reckenthin (heute ein Gemeindeteil von Groß Pankow (Prignitz))
- Rohlsdorf (heute ein Gemeindeteil von Halenbeck-Rohlsdorf)
- Sadenbeck (Saadenbeck) (heute ein Ortsteil von Pritzwalk)
- Sarnow (Saarnow) (heute ein Wohnplatz von Pritzwalk)
- Schmarsow (heute ein Gemeindeteil von Triglitz)
- Schmolde (Schmoldte) (heute ein Ortsteil von Meyenburg)
- Schönebeck (heute ein Ortsteil der Gemeinde Gumtow)
- Schönhagen (heute ein Ortsteil von Pritzwalk)
- Schrepkow (heute ein Ortsteil von Gumtow)
- Seefeld (heute ein Ortsteil der Stadt Pritzwalk)
- Silmersdorf (Sillmersdorf, Sellmersdorf) (heute ein Ortsteil von Triglitz)
- Steffenshagen (heute ein Ortsteil von Pritzwalk)
- Stepenitz (heute ein Ortsteil von Marienfließ)
- Stolpe (heute Wohnplatz der Gemeinde Marienfließ)
- Strauch Gülitz, Forsthaus (in Schmolde aufgegangen)
- Streckenthin (heute ein Wohnplatz der Stadt Pritzwalk)
- Streckenthinsche Mühle (existiert nicht mehr, lag etwa 500 westlich des Ortskerns, da wo ein(e) Feldweg/kleine Straße über die Dömnitz führt)
- Techow (heute ein Wohnplatz der Gemeinde Heiligengrabe)
- Triglitz (Gemeinde, und ein Ortsteil der Gemeinde Triglitz)
- Tüchen (heute ein Ortsteil von Groß Pankow (Prignitz))
- Vettin (heute ein Ortsteil von Groß Pankow (Prignitz))
- Warnsdorf (heute ein Gemeindeteil von Halenbeck-Rohlsdorf)
- Wegemühle (Wegmühle, Wassermühle) (heute ein Wohnplatz der Stadt Pritzwalk)
- Wilmersdorf (heute ein Ortsteil von Pritzwalk)

In der Kreisreform von 1816 ging der Pritzwalkische Kreis vollständig im neuen Kreis Ostprignitz auf.